# Ngawang Künga Sönam
| Tibetische Bezeichnung                               |
| ---------------------------------------------------- |
| Tibetische Schrift: ངག་དབང་ཀུན་དགའ་བསོད་ནམས            |
| Wylie-Transliteration: ngag dbang kun dga' bsod nams |

Ngawang Künga Sönam (tib.: ngag dbang kun dga' bsod nams; geb. 1597; gest. ca. 1662, abweichend auch 1659) aus der tibetischen Adelsfamilie der Khön (’khon) war von 1620 bis 1659 der 27. Sakya Thridzin, der höchste Geistliche der Sakya-Tradition des tibetischen Buddhismus.

## Sa-skya gdung-rabs
Er ist Verfasser des Werkes Sa-skya gdung-rabs (Sakya-Familiengeschichte; chin. Sajia shixi shi 萨迦世系史) aus dem Jahr 1629, das unter anderem ein bedeutendes Schreiben Sakya Panditas an die geistlichen und weltlichen Führer in den verschiedenen Teilen Tibets aus der Zeit enthält.